# Enoshima
Enoshima (江の島?) è una piccola isola, all'incirca di 4km di circonferenza, davanti alla foce del fiume Katase nella prefettura di Kanagawa, Giappone.

## Storia
Benzaiten, la dea della musica e dell'intrattenimento, è venerata sull'isola. L'isola nella sua interezza è dedicata alla dea, che, secondo la leggenda, ne avrebbe provocato l'emersione dalle profondità del mare nel sesto secolo. L'isola è il luogo in cui si svolge l'Enoshima Engi, la storia di un santuario di Enoshima scritta dal monaco buddhista giapponese Kōkei nel 1047.
Nel 1880 gran parte delle alture furono acquistate da Samuel Cocking, un mercante britannico, in nome della moglie giapponese. Cocking installò sul luogo una centrale elettrica e creò ampi giardini botanici, includendovi una grande serra. Sebbene la serra originaria sia stata distrutta dal grande terremoto del Kantō del 1923, il giardino botanico (che ha preso il nome di giardino Samuel Cocking) rimane un'attrazione, che attira oltre mezzo milione di visitatori all'anno.
Enoshima, che fu il porto delle olimpiadi estive del 1964, è poi divenuta il centro di Shōnan, un'area di villeggiatura lungo la costa della baia di Sagami. Amministrativamente, Enoshima fa parte del territorio della città di Fujisawa ed è collegata con il quartiere Katase della città tramite un ponte lungo 600 metri. Ospita alcune tra le spiagge sabbiose più vicine a Tokyo e Yokohama. L'isola e l'adiacente litorale costituiscono il fulcro di polo turistico.

## Galleria d'immagini

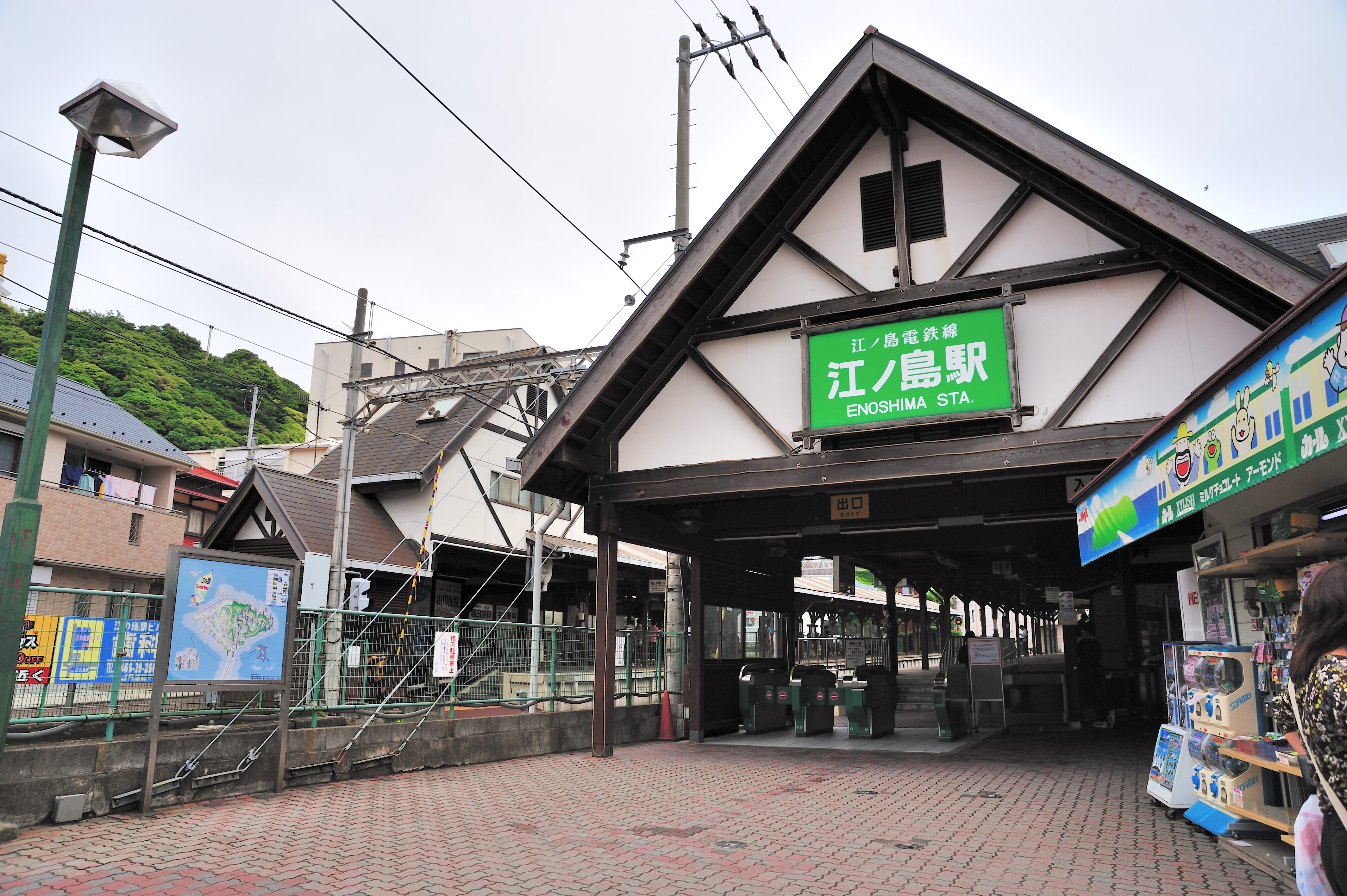
stazione
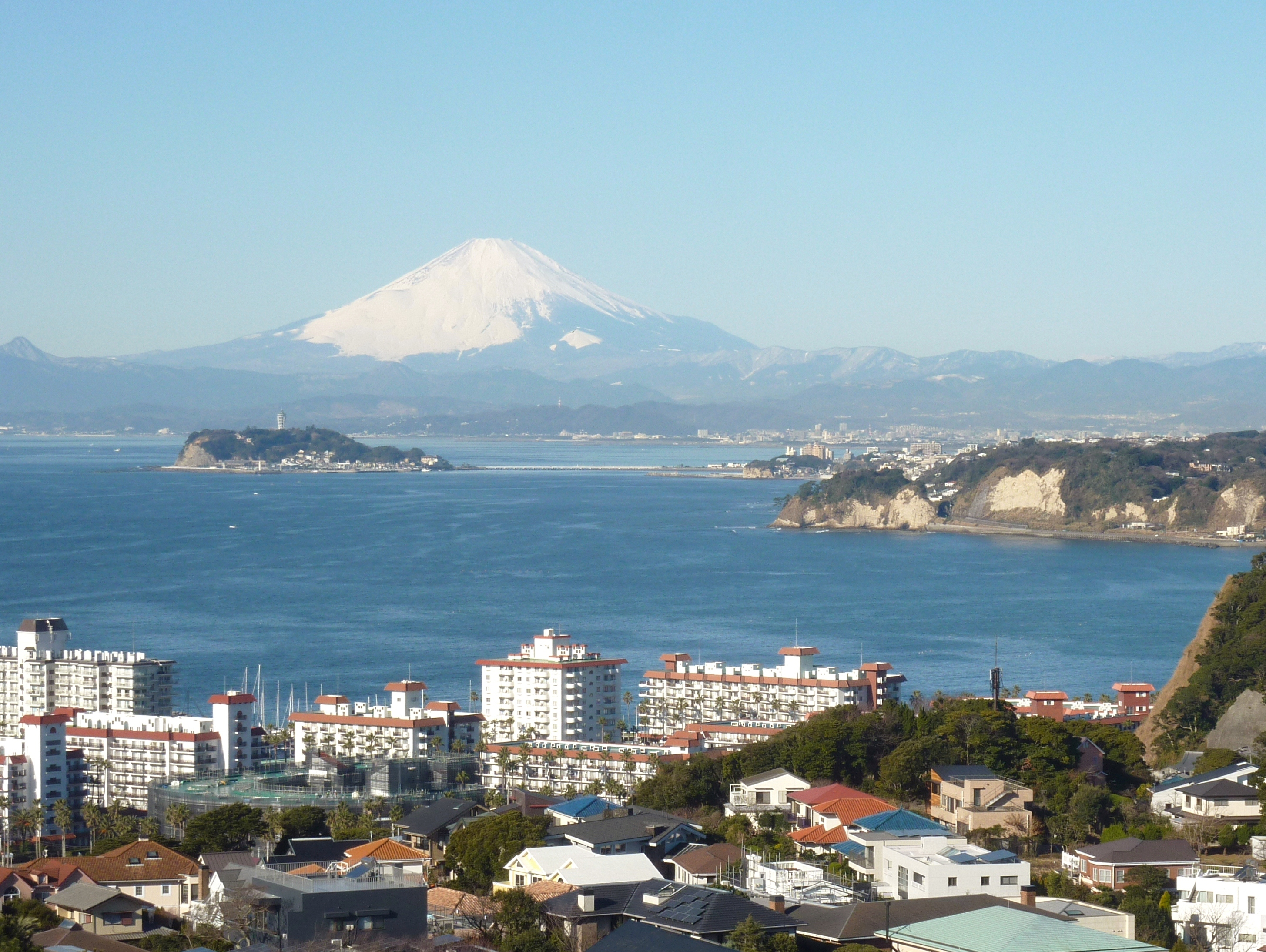
Mt. Fuji da Hiroyama
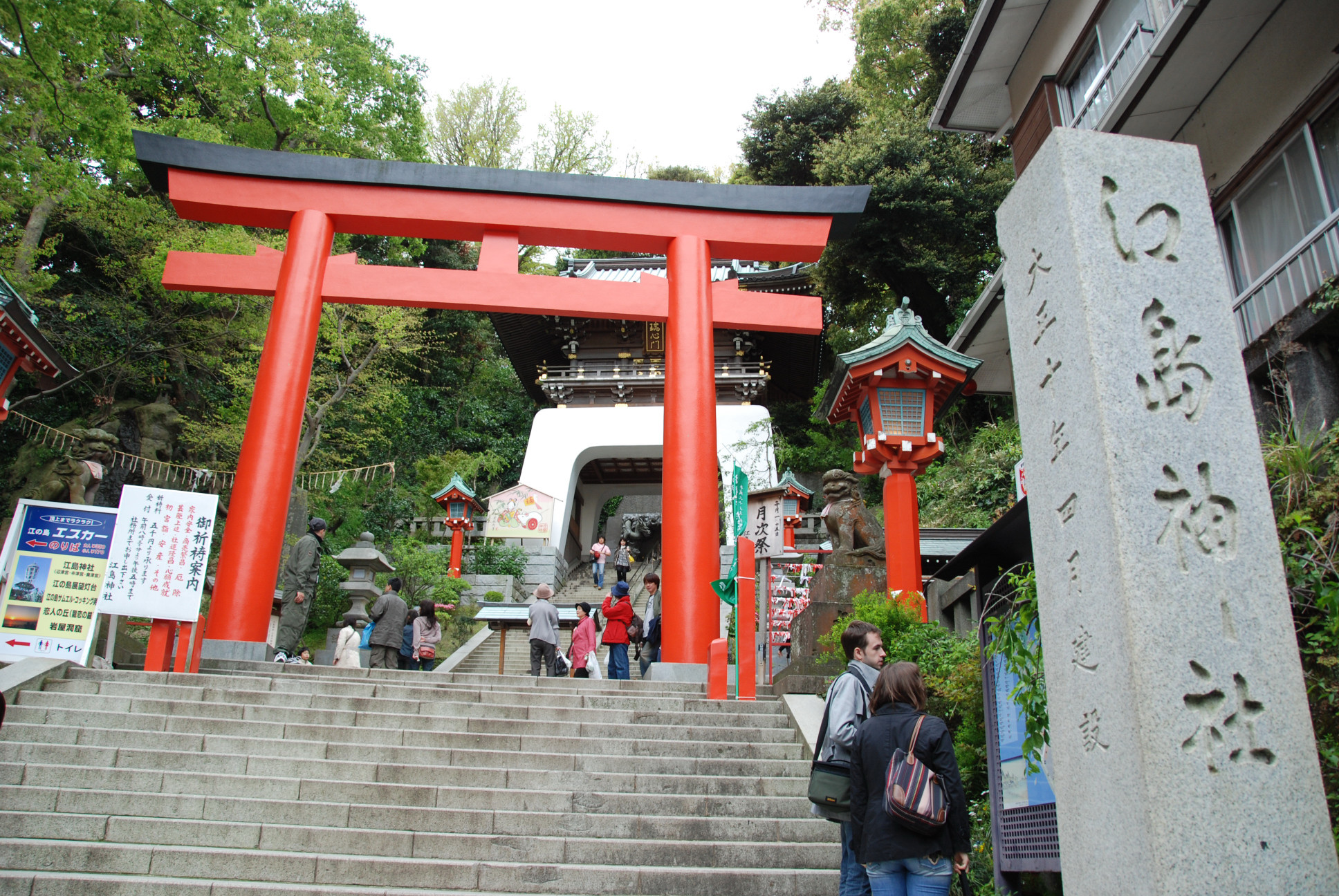
Enoshima Shrine
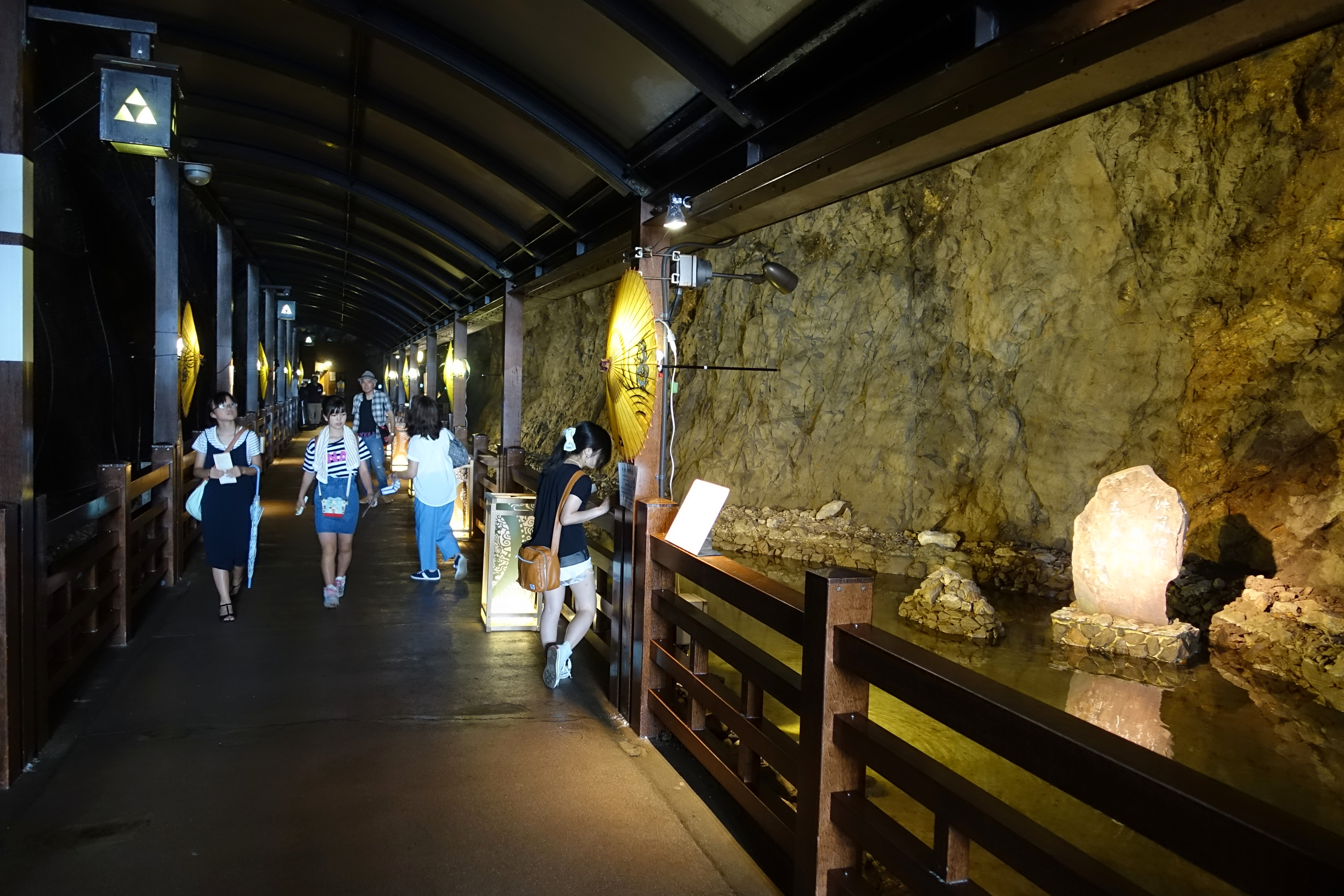
Iwaya Caves
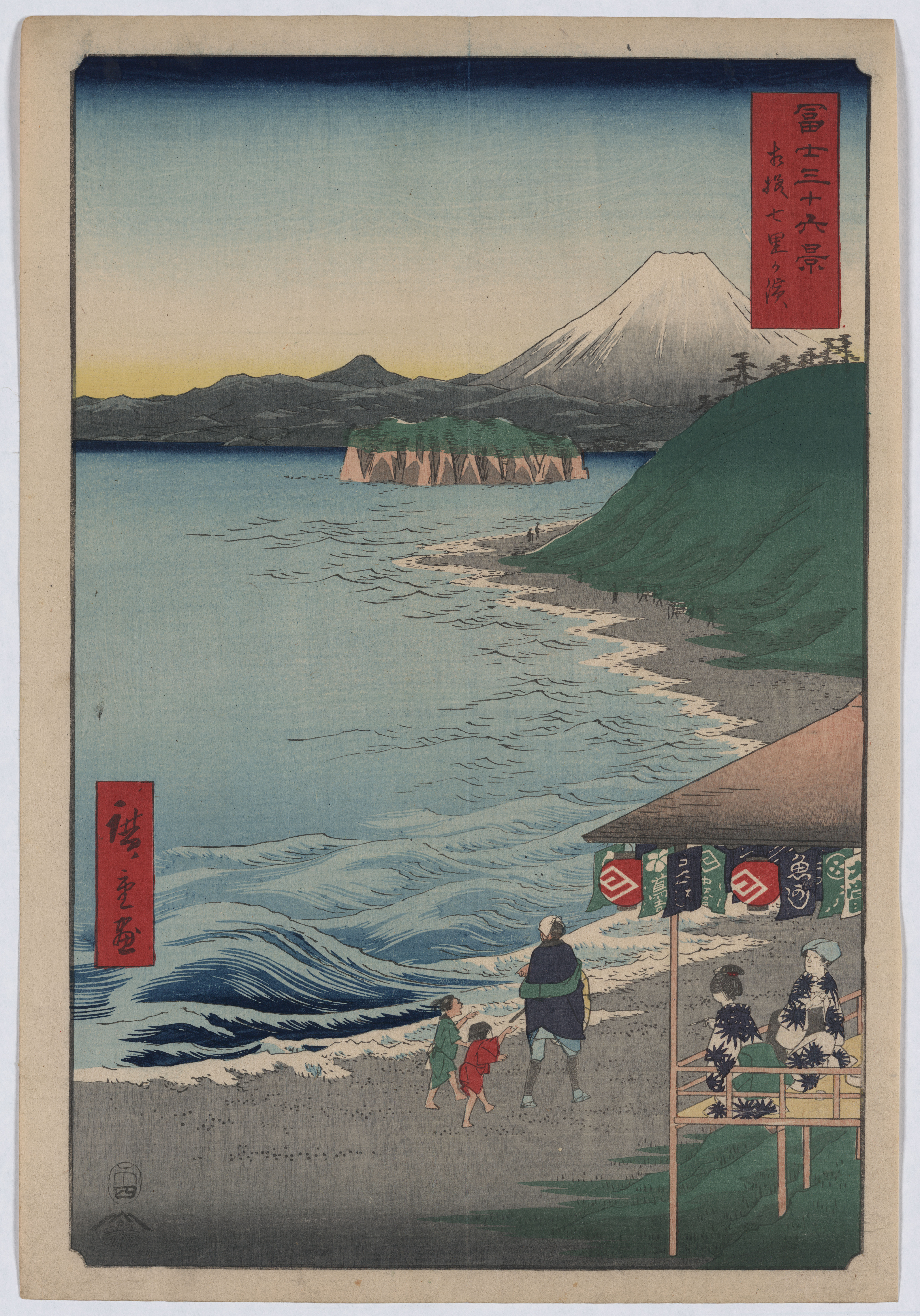
Hiroshige